# Sükő
Sükő (románul Cireșeni) falu Romániában Hargita megyében.

## Fekvése
Székelyudvarhelytől 8 km-re nyugatra a Sükő-patak völgyfőjében fekszik.

## Története
Kavicsbányájában őskori kőbaltát, Temető nevű határrészén avar kori sírokat találtak. A tatárjáráskor a lakosság a Temetés nevű helyen sáncolta el magát, de a tatárok meglepték és legyilkolták őket. A reformációkor a lakosság az új hitre tért. Első fatemploma 1667-ben épült, de ez összedőlt. Következő református kőtemploma 1774 és 1777 között épült fel, de 1810-re ez is tönkrement.
Mai temploma 1827 és 1840 között épült, tornya 1833 és 1841 között készült el. 1881-ben és 1969-ben renoválták, de az 1970-es években csuszamlás miatt a hajót el kellett bontani, csak a tornya maradt meg. A falunak 1910-ben 268, 1992-ben 164 magyar lakosa volt.
A trianoni békeszerződésig Udvarhely vármegye Udvarhelyi járásához tartozott.
A Sükői ferde tornyot 2021-ben felújították, így azóta a falu elsőszámú látványossága.